# Mănăstirea Dobrușa (Republica Moldova)
Mănăstirea Dobrușa este o mănăstire de călugări din partea central-estică a Republicii Moldova, situată la 20 de km de orașul Șoldănești.

## Istoric
Lăcașul a fost fondat în 1772 de către călugărul Ioasaf venit de la mănăstirea Probota. În 1785 a fost ridicată biserica cu hramul „Sfântul Nicolae”.
În anul 1839 în cadrul mănăstirii, în locul bisericii de lemn a fost ridicată o biserică de piatră cu același hram, „Sfântul Nicolae”. La 1847 s-a zidit biserica de iarnă „Schimbarea la față”. Până în 1863, slujbele se oficiau în română, după aceea s-a impus să se oficieze în slavonă. Biblioteca mănăstirii cuprindea multe cărți românești tipărite în principatele române în sec. XVII și XVIII. În 1890 mănăstirea numără 89 de monahi și frați, toți basarabeni/moldoveni.
După 1918 o parte din averea mănăstirii a fost secularizată, totuși Dobrușa a rămas una din cele mai bogate mănăstiri. În 1923 mănăstirea a trecut de la eparhia Chișinăului în cea a Hotinului.
În 1944 călugării au părăsit lăcașul, deoarece complexul monahal a fost temporar ocupat de statul major al Corpului 7 al Armatei roșii. În 1960, Dobrușa a fost transformată în școală-internat pentru copiii cu handicap. Biserica de iarnă a fost transformată în club, iar cea de vară, la început în cantină și depozit alimentar.
Mănăstirea a fost reactivată printr-un decret mitropolitan la 28 octombrie 1994.
În anul 1997 se termină restaurarea bisericii Schimbarea la Față. Apoi a fost renovată biserica mare, cu hramul Sfântul Ierarh Nicolae.
Mănăstirea Dobrușa mai are un schit în deal, a carui biserică are hramul Sfinții Arhangheli Mihail și Gavriil.

## Galerie de imagini

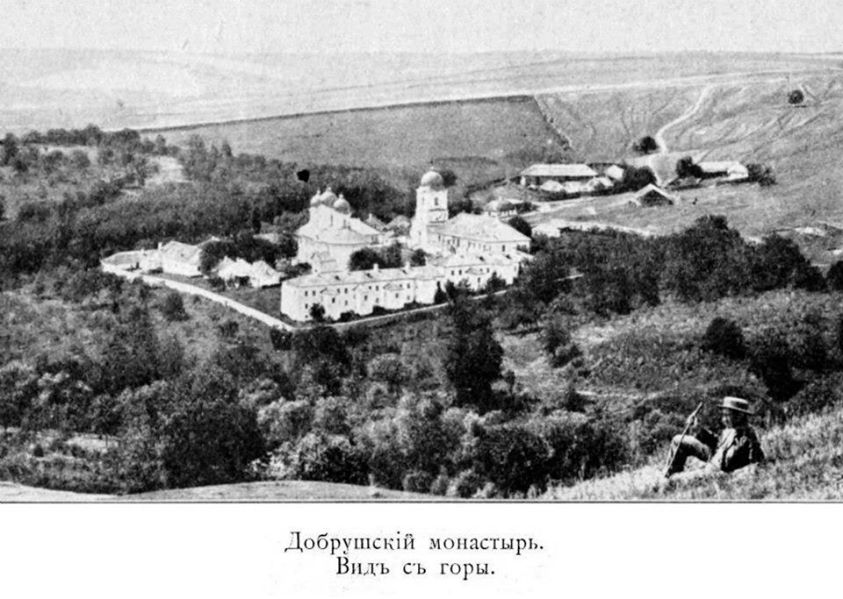
Imagini din perioada țaristă.
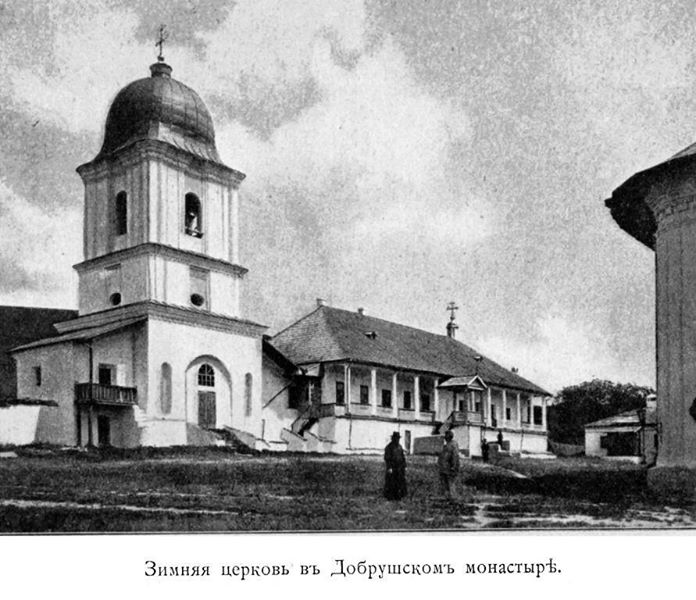
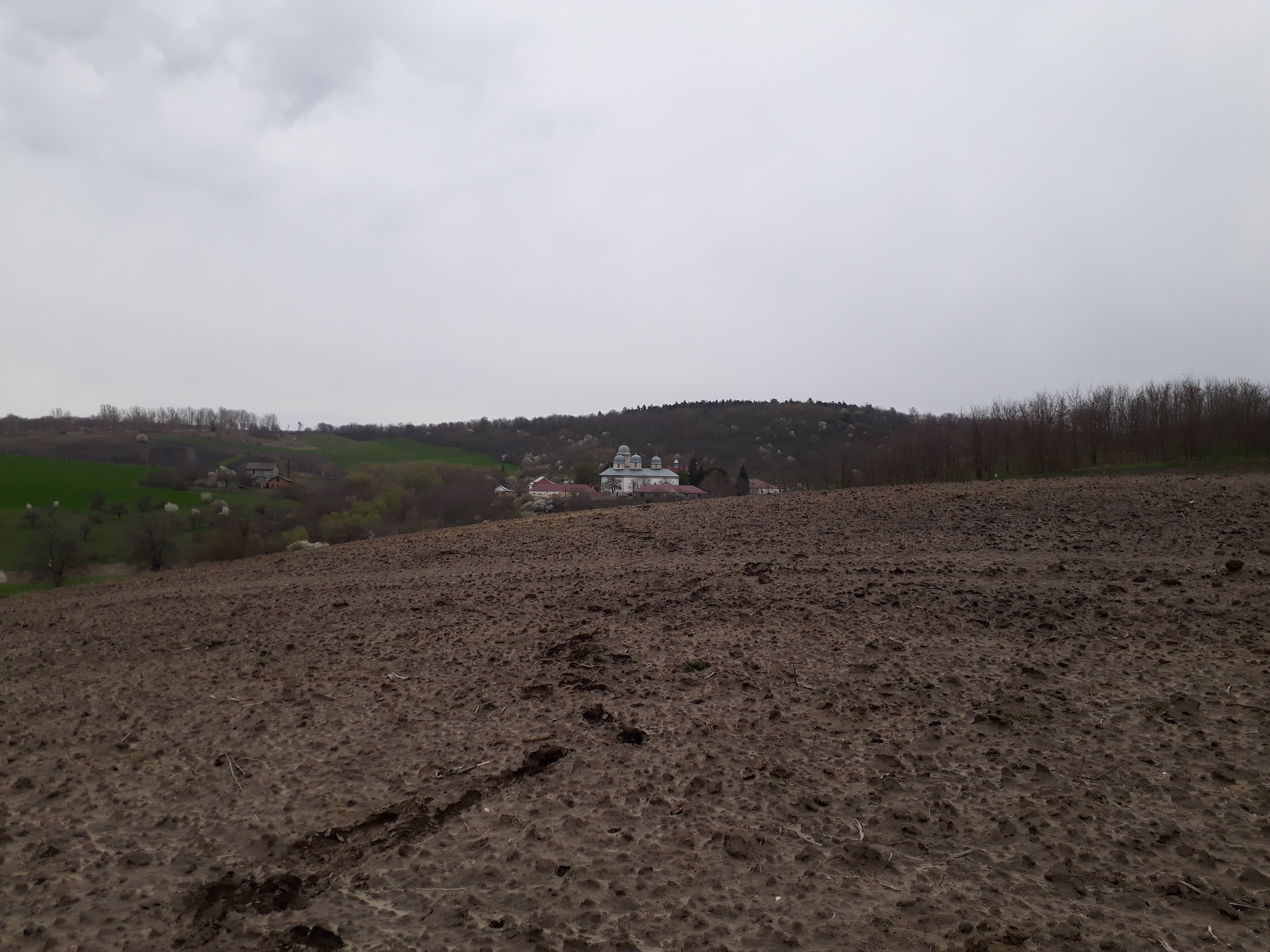
Vederi panoramice
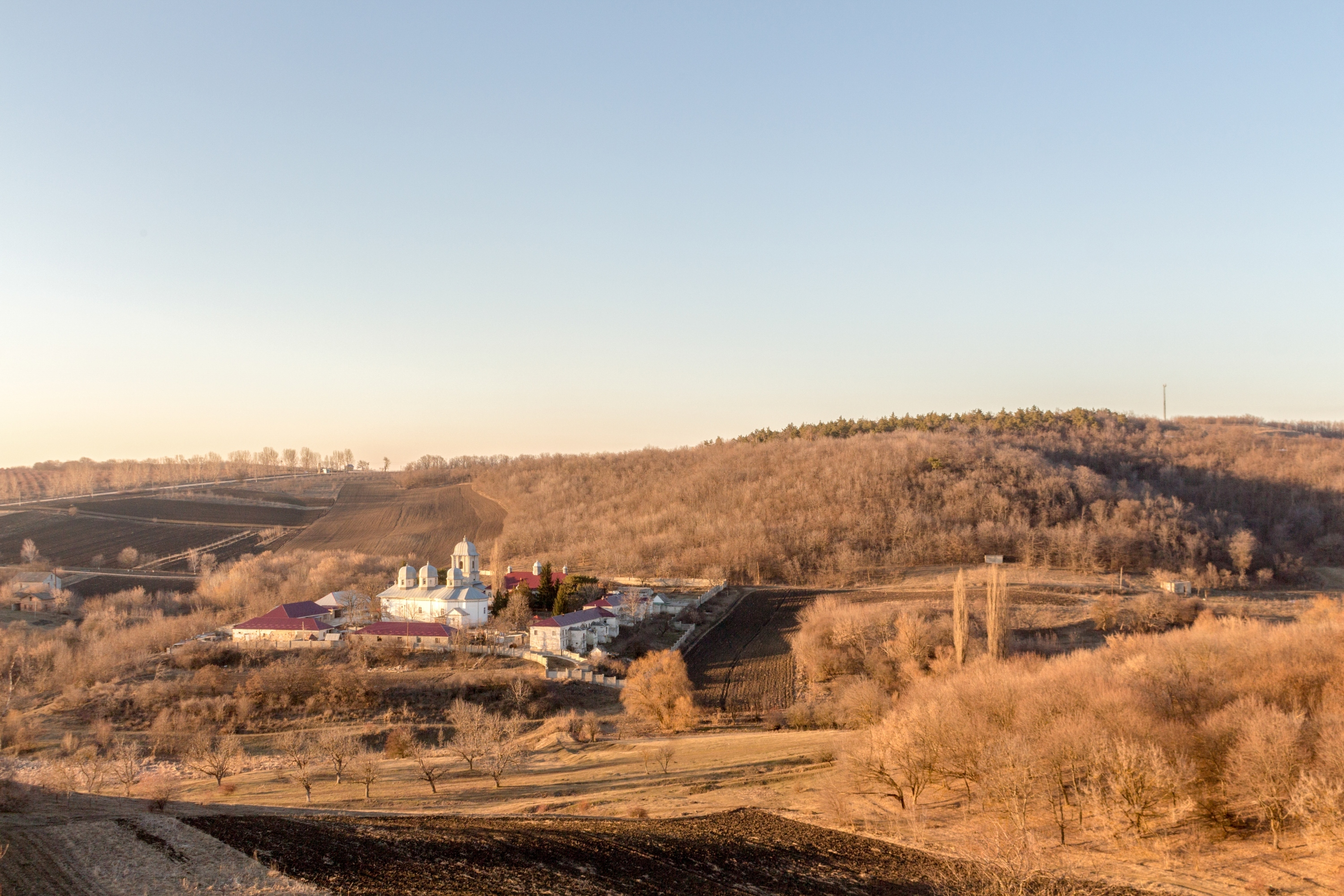
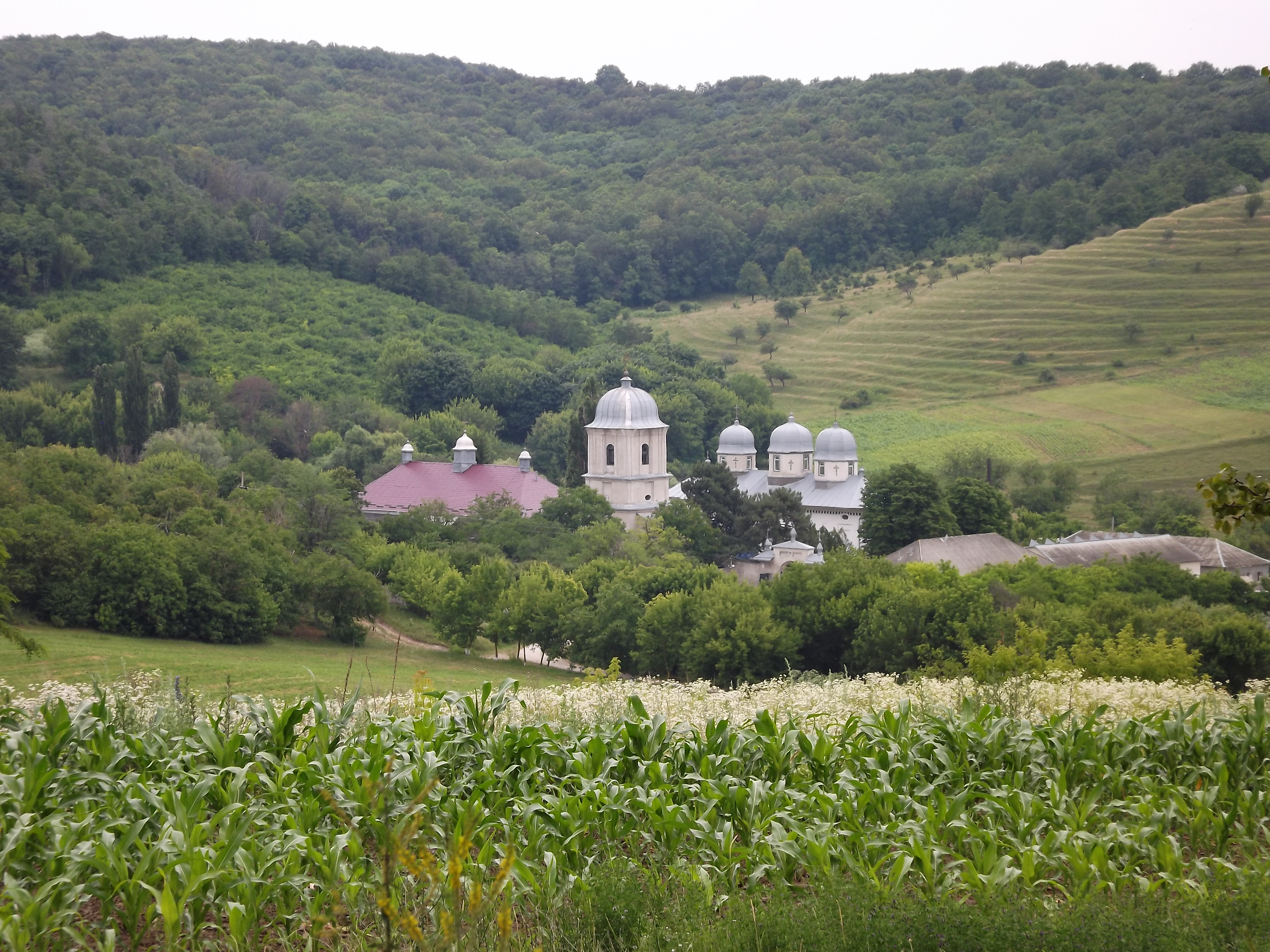
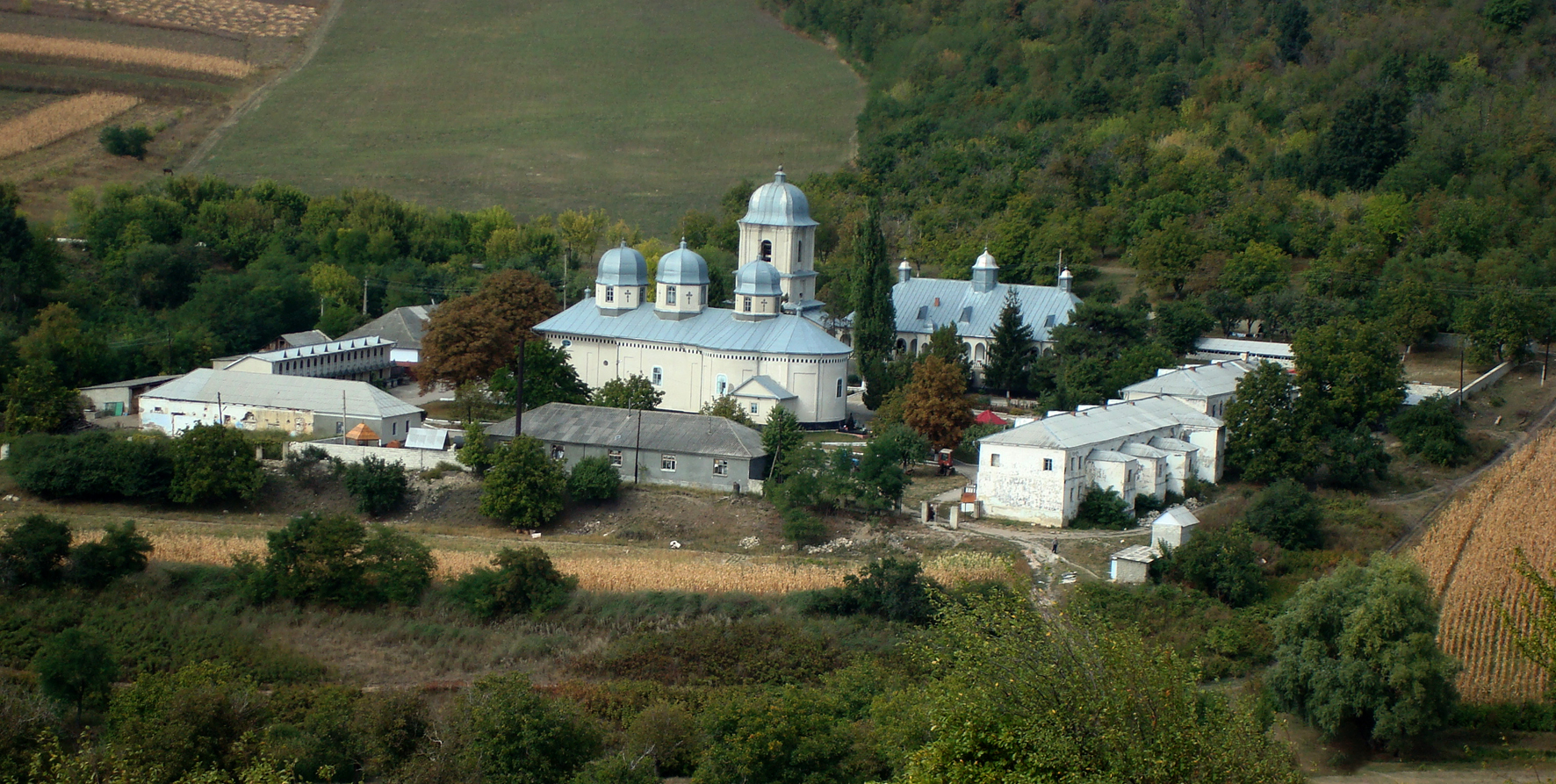
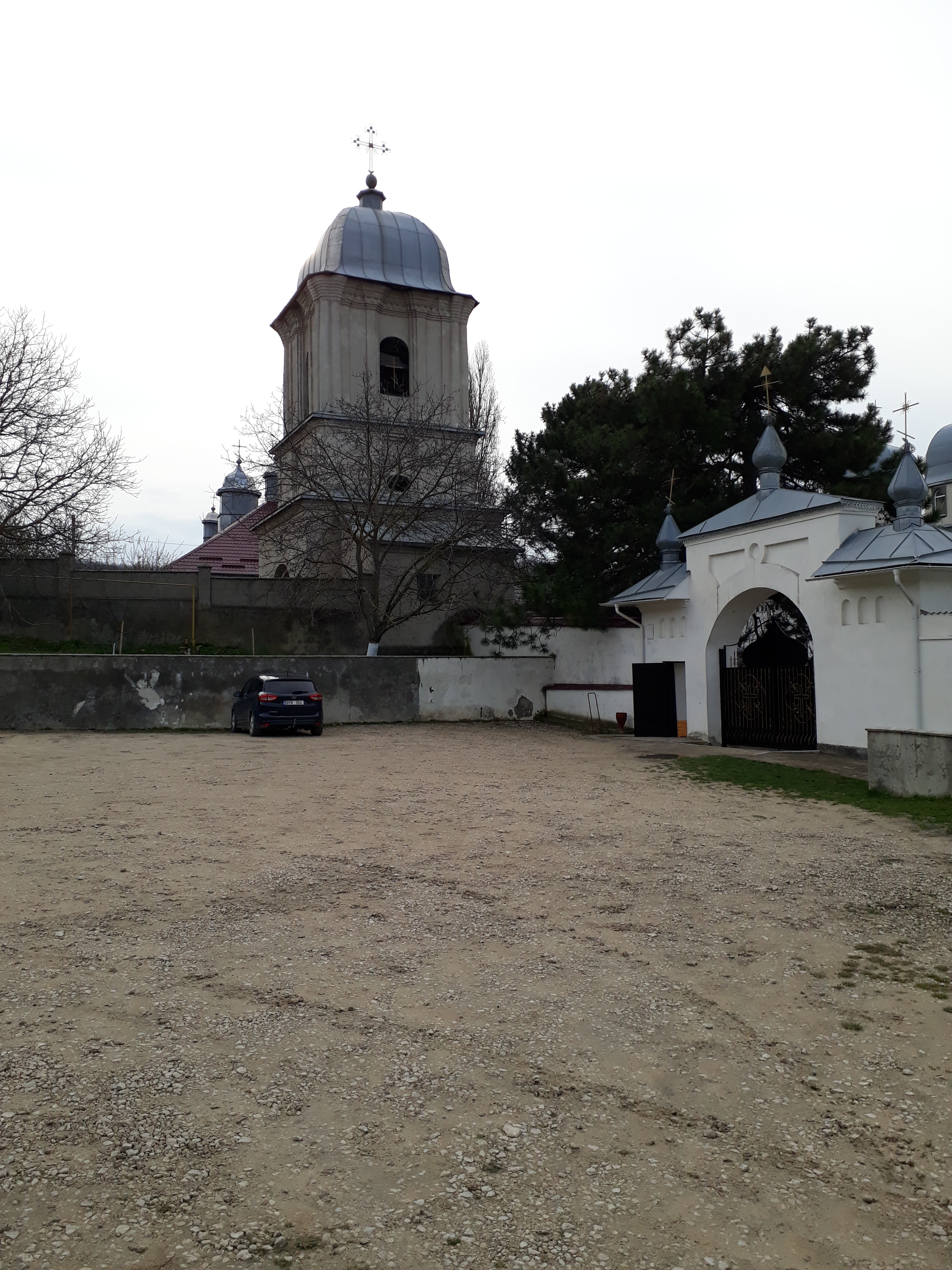
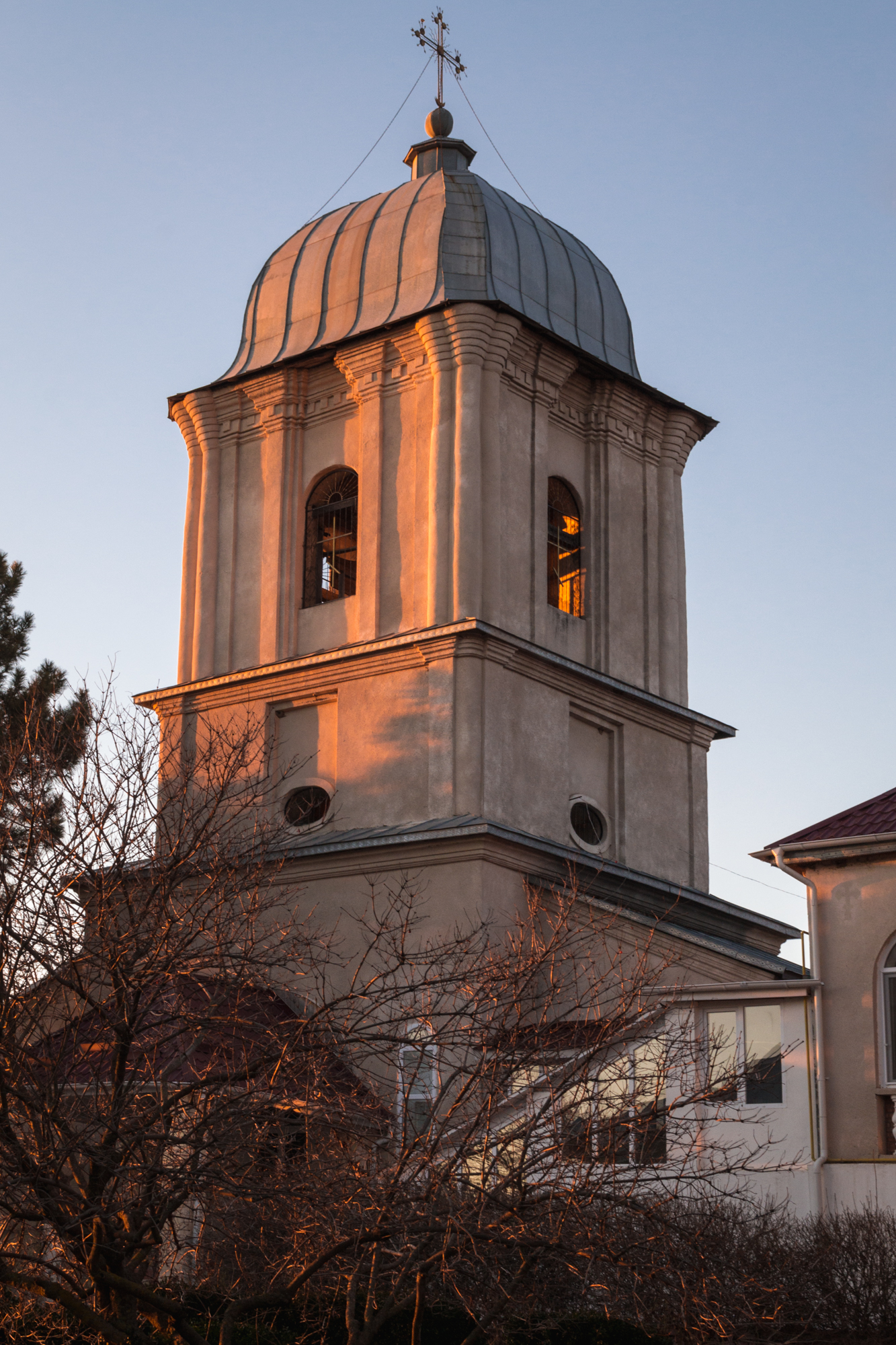
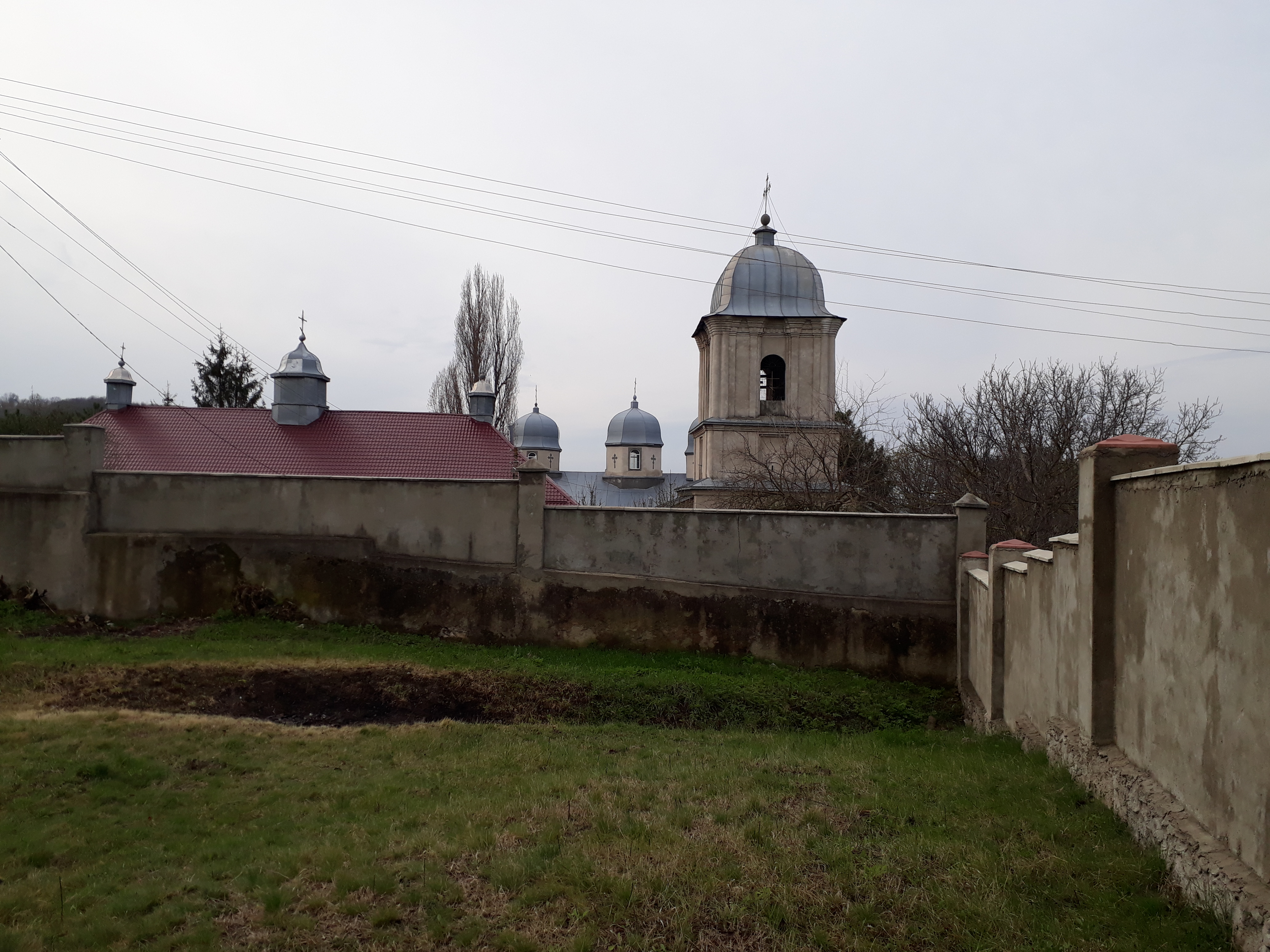
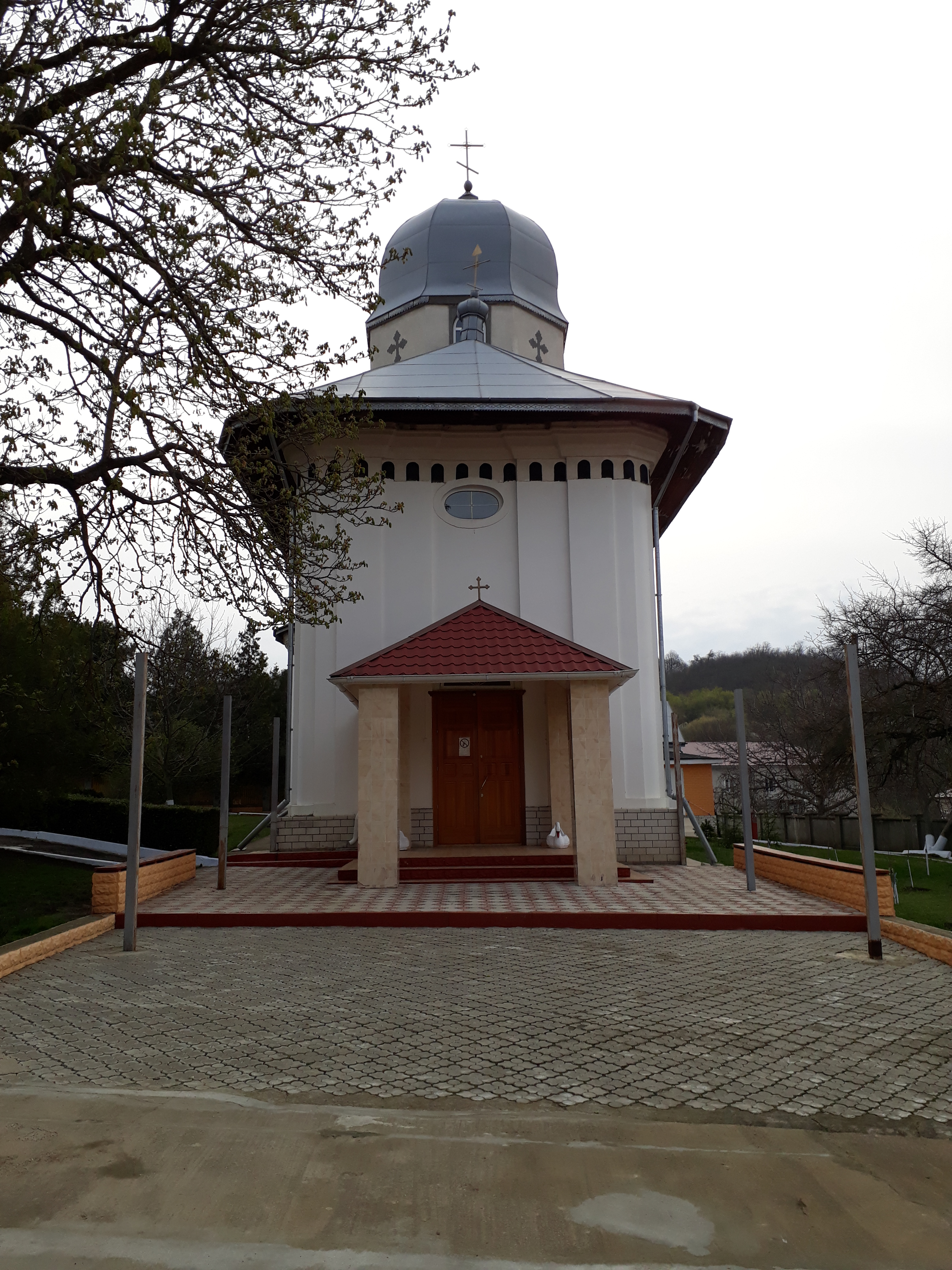
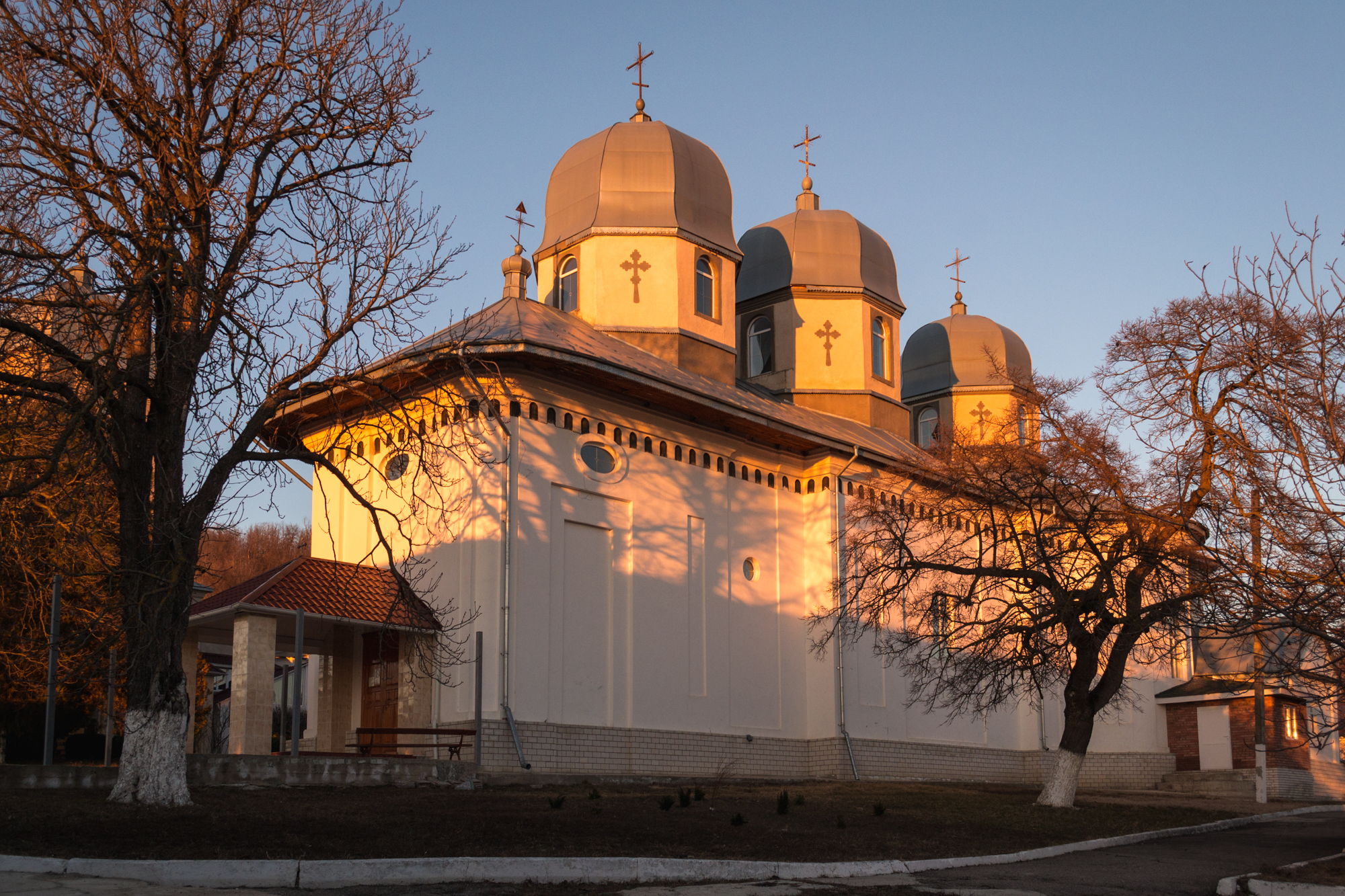
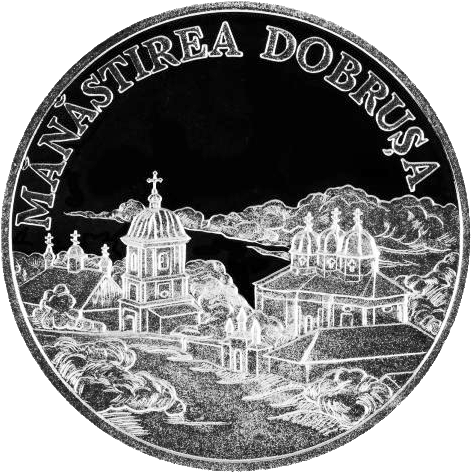
Monedă comemorativă

## Vezi și
- Lista mănăstirilor din Republica Moldova
- Rezervația peisagistică Dobrușa